# 小行星6425
小行星6425（英語：6425）是一颗围绕太阳公转的小行星。1994年11月28日，上田清二、金田宏在钏路市发现了此天体。
这颗小行星的绝对星等为132.0171548922612等。